# Gian Micalessin
Gian Micalessin, all'anagrafe Giannantonio Micalessin (Trieste, 31 gennaio 1960), è un giornalista italiano.

## Biografia
Nei tardi anni settanta è un militante del Fronte della Gioventù di Trieste ed all'inizio del decennio successivo comincia a lavorare come inviato di guerra. Nel 1983 insieme ai giornalisti Almerigo Grilz e Fausto Biloslavo, con i quali ha condiviso la militanza nell'organizzazione giovanile del Movimento Sociale Italiano, fonda la Albatross Press Agency, agenzia giornalistica specializzata in reportage di politica internazionale con particolare attenzione alle aree di conflitto.
Giornalista professionista dal 1990 ha raccontato oltre 30 conflitti dall'Afghanistan all'Iraq, alla Libia ed alla Siria passando per le guerre della ex Jugoslavia, del Sud-est asiatico, dell'Africa e dell'America centrale.
Oltre agli articoli e ai commenti per  il Giornale  - per cui è inviato e commentatore dal 1988 - per la carta stampata ha collaborato con alcune fra le più importanti testate internazionali come il Corriere della Sera, la Repubblica, Panorama, Libération, Der Spiegel, El Mundo, L'Express e Far Eastern Economic Review.
Dal 1983 comincia a lavorare realizzando reportage al seguito dei mujaheddin afgani che combattono l'occupazione sovietica, poi realizza documentari e reportage dalle principali aree di crisi e di conflitto del mondo: dall'Iraq, dalla ex Jugoslavia, dall'Algeria, dal Ruanda durante il genocidio dei Tutsi, dall'epicentro del morbo dell'ebola in Zaire e dalla Cecenia durante le fasi più calde della guerra tra l'esercito russo e la guerriglia cecena.
Dalla fine degli anni novanta è inviato speciale per il Giornale nel Vicino Oriente. Segue con particolare attenzione il conflitto arabo-israeliano e l'Iraq. Dal 2012 si è recato numerose volte in Siria, dove infuria la guerra civile. Dal 24 febbraio 2022 segue il conflitto in Ucraina dal fronte russo.
Gian Micalessin è anche un documentarista ed un autore televisivo. I suoi reportage e documentari sono stati trasmessi dai più importanti network nazionali ed internazionali,  fra cui CBS, NBC, Channel 4, TF1, France 2, NDR, TSI, RaiNews24, RaiUno, Rai 2, Canale 5, LA7, Sky TG24, MTV).
Nel 1995 ha diretto i video giornalisti durante i primi sei mesi di Sei Milano, la tv che ha lanciato il videogiornalismo in Italia. Nel 1996 è l'autore di "Ragazzi Dentro" un documentario sui carceri minorili italiani trasmesso in due puntate da RaiDue. Ha lavorato come autore e regista alle prime puntate de La macchina del tempo di Mediaset. È stato autore di Pianeta7 programma di reportage esteri di LA7.
Dal 2016 è docente di “Politica Estera” al master di giornalismo dell'Università Cattolica di Milano.
È autore di un film-documentario d'inchiesta Ucraina, le verità nascoste (2017).

## Premi
- 2003: Premio Antonio Russo per il reportage di guerra[8]
- 2007: Premio giornalistico Cesco Tomaselli[9]
- 2011: Premio Ilaria Alpi per il miglior documentario (prodotto da MTV)[10]
- 2013: Premio giornalistico Enzo Baldoni della Provincia di Milano
- 2019: Premio Nassirya[11]

## Pubblicazioni
- Gli occhi della guerra (emme&emme, 2007), ISBN 8890188235
- Hezbollah, il partito di Dio del terrore e del welfare (Boroli, 2007) ISBN 8874931077
- Afghanistan, ultima trincea. La sfida che non possiamo perdere (Boroli, 2009) ISBN 8874932448
- Pakistan, il santuario di Al Qaida. Gli 007 di Islamabad fra traffici nucleari e terrore islamico (Boroli, 2010)  ISBN 8874932871
- Afganistan, solo andata: storie dei soldati italiani caduti nel paese degli aquiloni (Cairo editore, 2012)[12] ISBN 8860523958
- Fratelli traditi: La tragedia dei cristiani perseguitati in Siria. Cronaca di una persecuzione ignorata[13] (Cairo editore, 2018), ISBN 978-88-6052-840-7